# 弗兹莫列
弗兹莫列（俄语：Взморье）是萨哈林州多林斯克区的村，滨临鄂霍次克海，人口525人。村建于1891年，在日治时期称白缝（日语：／），1947年至2005年间曾是市级镇。白浦站位于村内。